# Dia de la Mare
El Dia de la Mare és una celebració per a honorar les mares que se celebra en dies diferents depenent del lloc. A l'Estat Espanyol es fa el primer diumenge de maig.

## Antecedents històrics
Les primeres celebracions del Dia de la Mare es remunten a l'antiga Grècia, on se li retien honors a Rea, la mare dels déus Zeus, Posidó i Hades. Igualment els romans van anomenar aquesta celebració La Hilaria quan la van adquirir dels grecs i se celebrava el 15 de març en el temple de Cíbele. Durant tres dies es feien oferiments. Els primers cristians van transformar aquestes celebracions en honor de la Mare de Déu.
En el santoral catòlic, el 8 de desembre, se celebra la festa de la Immaculada Concepció, data que es manté en la celebració del Dia de la Mare en alguns països com Panamà.
A Anglaterra, cap al segle xvii, tenia lloc un esdeveniment similar, també a la Verge, que es denominava Diumenge de les Mares. Els nens concorrien a missa i tornaven a les seves llars amb regals per a les seves progenitores.
Als Estats Units, en canvi, la celebració té els seus orígens cap a 1870, quan Julia Ward Howe, autora de l'Himne de batalla de la República, va suggerir que aquesta data fos dedicada a honrar la pau, i va començar celebrant cada any trobades a la ciutat de Boston, (Massachusetts) en celebració del Dia de la Mare.

## Sentit als EUA
L'estatunidenca Anna Jarvis, de Filadèlfia, decideix a 1905 (després la mort de la seva mare) escriure a mestres, religiosos, polítics, advocats i altres personalitats, perquè la recolzin en el seu projecte de celebrar el Dia de la Mare en l'aniversari de la mort de la seva mare, el segon diumenge de maig. Va tenir moltes respostes, i pel 1910 ja se celebrava en molts estats de la Unió.
Veient la jove Jarvis, la gran acollida a la seva iniciativa, va assolir que el Congrés dels Estats Units presentés un projecte de llei a favor de la celebració del Dia de la Mare. Finalment, el 1914, el Congrés dels Estats Units va aprovar la data com el Dia de la Mare i la va declarar festa nacional, la qual cosa va tenir el suport del president Woodrow Wilson.
Més tard altres països es van adherir a aquesta iniciativa i aviat Anna va poder veure que més de 40 països del món celebraven el Dia de la mare en dates similars.
No obstant això, la festivitat impulsada per Anna Jarvis va començar a mercantilitzar-se, de manera tal que es desvirtuava l'origen sentimental de la celebració. Això va motivar que Anna presentés una demanda, el 1923, perquè s'eliminés la data del calendari de festivitats oficials. Durant molts anys Anna va lluitar amb insistència contra la idea que ella mateixa havia impulsat.

## El dia de la Mare a Catalunya
Els últims anys, com a conseqüència de la globalització de la mà de les grans cadenes comercials, la celebració del Dia de la Mare també ha anat arrelant a Catalunya; esdevenint, bàsicament, en el costum de fer un regal a la mare acompanyat d'una dedicatòria. En alguns casos també se celebra un àpat familiar.